# Apia International Sydney 2012 - Qualificazioni singolare maschile
Le qualificazioni del singolare  maschile dell'Apia International Sydney 2012 sono state un torneo di tennis preliminare per accedere alla fase finale della manifestazione. I vincitori dell'ultimo turno sono entrati di diritto nel tabellone principale. In caso di ritiro di uno o più giocatori aventi diritto a questi sono subentrati i lucky loser, ossia i giocatori che hanno perso nell'ultimo turno ma che avevano una classifica più alta rispetto agli altri partecipanti che avevano comunque perso nel turno finale.

## Teste di serie
1. Łukasz Kubot (inserito nel tabellone principale)
2. Serhij Stachovs'kyj (inserito nel tabellone principale)
3. Ryan Sweeting (ultimo turno)
4. Denis Istomin (qualificato)

1. Grigor Dimitrov (secondo turno, ritirato)
2. Jarkko Nieminen (qualificato)
3. Leonardo Mayer (primo turno)
4. Nicolas Mahut (primo turno)

## Qualificati
1. Bobby Reynolds
2. Jarkko Nieminen

1. Michael Russell
2. Denis Istomin

## Tabellone qualificazioni

### Legenda
| - Q = Qualificato - WC = Wild card - LL = Lucky loser | - ALT = Alternate - SE = Special Exempt - PR = Protected Ranking | - w/o = Walkover - r = Ritirato - d = Squalificato |

### Sezione 1
|  | Primo turno         | Primo turno         | Primo turno         | Primo turno | Primo turno |  |  | Secondo turno     | Secondo turno     | Secondo turno     | Secondo turno     | Secondo turno |   |   | Ultimo turno   | Ultimo turno   | Ultimo turno | Ultimo turno | Ultimo turno |  |
|  |                     |                     |                     |             |             |  |  |                   |                   |                   |                   |               |   |   |                |                |              |              |              |  |
|  | ALT                 | Andreas Siljeström  | Andreas Siljeström  | 3           | 0           |  |  |                   |                   |                   |                   |               |   |   |                |                |              |              |              |  |
|  |                     | Alex Kuznetsov      | Alex Kuznetsov      | 6           | 6           |  |  | Alex Kuznetsov    | Alex Kuznetsov    | Alex Kuznetsov    | 4                 | 1             |   |   |                |                |              |              |              |  |
|  | Bobby Reynolds      | Bobby Reynolds      | Bobby Reynolds      | 6           | 6           |  |  | Bobby Reynolds    | Bobby Reynolds    | Bobby Reynolds    | 6                 | 6             |   |   |                |                |              |              |              |  |
|  | Cedrik-Marcel Stebe | Cedrik-Marcel Stebe | Cedrik-Marcel Stebe | 4           | 3           |  |  |                   |                   |                   |                   |               |   |   | Bobby Reynolds | Bobby Reynolds | 4            | 6            | 6            |  |
|  | Marinko Matosevic   | Marinko Matosevic   | 6                   | 65          | 2           |  |  |                   |                   | Benjamin Mitchell | Benjamin Mitchell | 6             | 4 | 3 |                |                |              |              |              |  |
|  | Michail Kukuškin    | Michail Kukuškin    | 1                   | 7           | 6           |  |  | Michail Kukuškin  | Michail Kukuškin  | Michail Kukuškin  | 3                 | 1             |   |   |                |                |              |              |              |  |
|  |                     | Benjamin Mitchell   | Benjamin Mitchell   | 6           | 6           |  |  | Benjamin Mitchell | Benjamin Mitchell | Benjamin Mitchell | 6                 | 6             |   |   |                |                |              |              |              |  |
|  | 7                   | Leonardo Mayer      | Leonardo Mayer      | 4           | 3           |  |  |                   |                   |                   |                   |               |   |   |                |                |              |              |              |  |

### Sezione 2
|  | Primo turno | Primo turno     | Primo turno    | Primo turno | Primo turno |  |  | Secondo turno   | Secondo turno   | Secondo turno   | Secondo turno   | Secondo turno   |   |   | Ultimo turno | Ultimo turno    | Ultimo turno    | Ultimo turno | Ultimo turno |  |
|  |             |                 |                |             |             |  |  |                 |                 |                 |                 |                 |   |   |              |                 |                 |              |              |  |
|  | ALT         | Sadik Kadir     | Sadik Kadir    | 4           | 4           |  |  |                 |                 |                 |                 |                 |   |   |              |                 |                 |              |              |  |
|  |             | Frederico Gil   | Frederico Gil  | 6           | 6           |  |  | Frederico Gil   | Frederico Gil   | Frederico Gil   | 4               | 1               |   |   |              |                 |                 |              |              |  |
|  |             | Stéphane Robert | 6              | 64          | 6           |  |  | Stéphane Robert | Stéphane Robert | Stéphane Robert | 6               | 6               |   |   |              |                 |                 |              |              |  |
|  | WC          | Matthew Barton  | 2              | 7           | 3           |  |  |                 |                 |                 |                 |                 |   |   |              | Stéphane Robert | Stéphane Robert | 2            | 2            |  |
|  |             | Andre Begemann  | Andre Begemann | 6           | 6           |  |  |                 |                 | 6               | Jarkko Nieminen | Jarkko Nieminen | 6 | 6 |              |                 |                 |              |              |  |
|  | WC          | Luke Saville    | Luke Saville   | 4           | 4           |  |  |                 | Andre Begemann  | Andre Begemann  | 2               | 3               |   |   |              |                 |                 |              |              |  |
|  |             | Amer Delić      | 1              | 0           | r           |  |  | 6               | Jarkko Nieminen | Jarkko Nieminen | 6               | 6               |   |   |              |                 |                 |              |              |  |
|  | 6           | Jarkko Nieminen | 6              | 1           |             |  |  |                 |                 |                 |                 |                 |   |   |              |                 |                 |              |              |  |

### Sezione 3
|  | Primo turno     | Primo turno     | Primo turno     | Primo turno | Primo turno |  |  | Secondo turno   | Secondo turno   | Secondo turno | Secondo turno   | Secondo turno |   |   | Ultimo turno | Ultimo turno  | Ultimo turno | Ultimo turno | Ultimo turno |  |
|  |                 |                 |                 |             |             |  |  |                 |                 |               |                 |               |   |   |              |               |              |              |              |  |
|  | 3               | Ryan Sweeting   | Ryan Sweeting   | 6           | 7           |  |  |                 |                 |               |                 |               |   |   |              |               |              |              |              |  |
|  |                 | João Souza      | João Souza      | 1           | 5           |  |  | 3               | Ryan Sweeting   | Ryan Sweeting | 6               | 7             |   |   |              |               |              |              |              |  |
|  | Greg Jones      | Greg Jones      | Greg Jones      | 7           | 6           |  |  |                 | Greg Jones      | Greg Jones    | 2               | 5             |   |   |              |               |              |              |              |  |
|  | Daniel Brands   | Daniel Brands   | Daniel Brands   | 5           | 3           |  |  |                 |                 |               |                 |               |   |   | 3            | Ryan Sweeting | 6            | 3            | 4            |  |
|  | Michael Russell | Michael Russell | Michael Russell | 7           | 6           |  |  |                 |                 |               | Michael Russell | 4             | 6 | 6 |              |               |              |              |              |  |
|  | Simon Greul     | Simon Greul     | Simon Greul     | 62          | 1           |  |  | Michael Russell | Michael Russell | 6             | 5               | 6             |   |   |              |               |              |              |              |  |
|  |                 | Victor Hănescu  | Victor Hănescu  | 6           | 7           |  |  | Victor Hănescu  | Victor Hănescu  | 2             | 7               | 4             |   |   |              |               |              |              |              |  |
|  | 8               | Nicolas Mahut   | Nicolas Mahut   | 4           | 5           |  |  |                 |                 |               |                 |               |   |   |              |               |              |              |              |  |

### Sezione 4
|  | Primo turno    | Primo turno     | Primo turno   | Primo turno | Primo turno |  |  | Secondo turno | Secondo turno   | Secondo turno   | Secondo turno | Secondo turno |   |      | Ultimo turno | Ultimo turno  | Ultimo turno  | Ultimo turno | Ultimo turno |  |
|  |                |                 |               |             |             |  |  |               |                 |                 |               |               |   |      |              |               |               |              |              |  |
|  | 4              | Denis Istomin   | Denis Istomin | 7           | 7           |  |  |               |                 |                 |               |               |   |      |              |               |               |              |              |  |
|  | WC             | Matt Reid       | Matt Reid     | 5           | 65          |  |  | 4             | Denis Istomin   | Denis Istomin   | 6             | 6             |   |      |              |               |               |              |              |  |
|  | Roman Borvanov | Roman Borvanov  | 6             | 4           | 1           |  |  |               | Jan Hájek       | Jan Hájek       | 1             | 2             |   |      |              |               |               |              |              |  |
|  | Jan Hájek      | Jan Hájek       | 4             | 6           | 6           |  |  |               |                 |                 |               |               |   |      | 4            | Denis Istomin | Denis Istomin | 6            | 7            |  |
|  | WC             | Adam Feeney     | 6             | 1           | 6           |  |  |               |                 | WC              | Adam Feeney   | Adam Feeney   | 3 | 6(0) |              |               |               |              |              |  |
|  |                | Karol Beck      | 2             | 6           | 4           |  |  | WC            | Adam Feeney     | Adam Feeney     | 3             |               |   |      |              |               |               |              |              |  |
|  |                | Jürgen Zopp     | 1             | 7           | 2           |  |  | 5             | Grigor Dimitrov | Grigor Dimitrov | 0             | r             |   |      |              |               |               |              |              |  |
|  | 5              | Grigor Dimitrov | 6             | 6           | 6           |  |  |               |                 |                 |               |               |   |      |              |               |               |              |              |  |